# Hotedršica
Hotedršica je naselje v Občini Logatec.
Vas leži na kraškem polju, pod obsežnimi gozdnimi pobočji vzhodnega roba Trnovske planote ob potoku Hotenjki in cesti Kalce–Idrija.

## Druga svetovna vojna
Terenski odbor Osvobodilne fronte je bil ustanovljen jeseni 1941. Od septembra 1942 je v vasi delovala manjša četa MVAC, po kapitulaciji Italije 1943 pa enota Slovenskega domobranstva. Na zahtevo štaba 9. korpusa NOVJ so 7. aprila 1945 kraj raketirala zavezniška letala.

## Stara šola
Stara šola stoji blizu vaške cerkve Janeza Krstnika. To je bila prva šola v kraju.